# Wassili Issidorowitsch Kikwidse

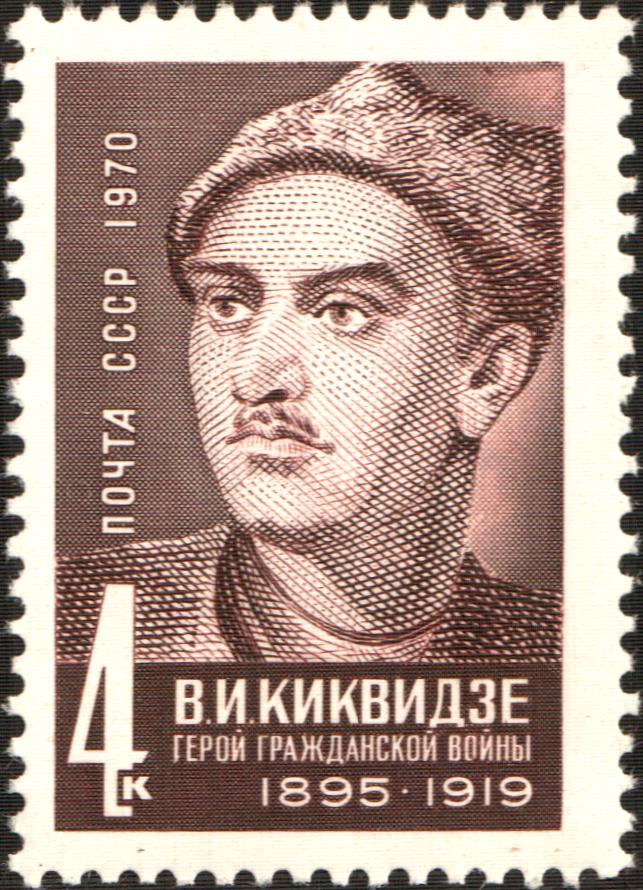
Sowjetische Sondermarke zu Ehren Kikwidses (1970)

Wassili („Wasso“) Issidorowitsch Kikwidse (georgisch ვასილ კიკვიძე; russisch Василий Исидорович Киквидзе, georgisch ვასილ კიკვიძე Vasil Kikwidse; * 28. Februarjul. / 12. März 1895greg. in Kutaissi; † 11. Januar 1919 in der Nähe des Hofes Subrilowka, heute Kikwidse, Nowonikolajewski Rajon, Oblast Wolgograd) war ein russisch-georgischer Revolutionär und Teilnehmer des Russischen Bürgerkrieges.

## Leben
Kikwidse entstammte der Familie eines kleinen Beamten. Er nahm als Freiwilliger am Ersten Weltkrieg teil und diente in der Kavallerie. Kikwidse war ein Linkssozialist und wurde mehrfach wegen seiner revolutionären Tätigkeit in der Armee verhaftet.
Nach der Februarrevolution 1917 wurde er zum Vorsitzenden des Soldatenkomitees der 6. Kaukasischen Division und nach der Oktoberrevolution zum Zweiten Vorsitzenden des militärrevolutionären Komitees der Südwestfront gewählt. Von Dezember 1917 bis Mai 1918 befehligte Kikwidse die Abteilung der Roten Garden in Rowno, die gegen die konterrevolutionären Truppen der Zentral-Rada in der Gegend um Rowno und Dubno kämpfte, später auch gegen die deutschen Besatzungstruppen in der Ukraine. Im Mai 1918 formierte Kikwidse in Tambow eine Division, aus der später die 16. Schützendivision hervorging, und wurde ihr Kommandeur. Seine Division war an der Eroberung Shitomirs und an Aktionen gegen die Donkosaken beteiligt.
Von Juni 1918 bis Januar 1919 nahm er an den Kämpfen gegen die Truppen des Generals P. N. Krasnow teil. Er starb im Gefecht.
Kikwidse ist auf dem Wagankowoer Friedhof in Moskau begraben.

## Ehrungen
Die Schützendivision, die er befehligte, erhielt seinen Namen, ebenso wie sein Sterbeort und die Staniza Preobraschensk in der Oblast Wolgograd. 1959 wurden zu Ehren Kikwidses Denkmale in Kutaissi und Tiflis errichtet. 1970 gab die sowjetische Post zu Ehren seines 75. Geburtstages eine Sondermarke heraus. 1980 wurde sein Leben unter dem Titel Шальная пуля („Die verirrte Kugel“) verfilmt.